# Finkenberg
Finkenberg är en ort och kommun i distriktet Schwaz i förbundslandet Tyrolen i Österrike. I söder gränsar kommunen till Italien.
Kommunen består av två orter (Ortschaften) (inom parentes invånarantal 1 januari 2024):
- Finkenberg (1 226)
- Ginzling (206)